# Meet Dave
Meet Dave, conocida como Tripulación Dave (Hispanoamérica) o Atrapado en un pirado (España) es una película cómica estadounidense de 2008 dirigida por Brian Robbins y protagonizada por Eddie Murphy. El filme fue coescrito por Bill Corbett (recordado por su participación en Mystery Science Theater 3000) y Rob Greenberg. El filme fue estrenado por 20th Century Fox el 11 de julio de 2008 en Estados Unidos. En México se estrenó el 24 de julio de 2008, en Venezuela el 25 de julio de 2008, en Argentina el 7 de agosto de 2008 y en Chile el 21 de agosto.

## Argumento
La película comienza con la caída de un meteoro en la casa de Josh Morrison (Austyn Myers) un niño de 11 años, y su madre Gina (Elizabeth Banks). Josh piensa que la pelota extraña es del espacio.
Tres meses después, en la Isla de la Libertad de Nueva York una bola de fuego masiva se estrella en la Tierra, con un hombre con traje blanco que surge intacto de ella. Es una nave alienígena con la forma de su capitán (Eddie Murphy) controlada por dentro por el capitán (también Murphy) y por una tripulación que mide dos centímetros cada uno. Todos con nombres de números. Su misión es obtener el meteoro caído anteriormente, La Esfera, con el cual al lanzarlo al océano, recuperarían la sal para su planeta, Nil.
Al salir recorren la ciudad, repitiendo los movimientos de cada uno de los seres humanos que encuentra, el Capitán le va pidiendo ayuda con el lenguaje a Tres (Gabrielle Union), la encargada de buscar información sobre el planeta, al cruzar una esquina, son atropellados por un coche y caen frente a él. De alguna forma, el coche es el de Gina, la madre del niño que consiguió la Esfera.
El problema es que el robot se ha roto en parte, porque ahora solo pueden funcionar durante cuarenta y ocho horas y luego se apagarán por falta de energía, también se han roto un pie.
Gina descubre más tarde al hombre que atropelló y aunque el Capitán trata de resistirse, acepta ir al apartamento de la mujer con intención de liberarse de ella. En el apartamento, Gina le pregunta su nombre y el Capitán le dice a Tres que le dé un nombre. Tres le dice un nombre chino, Ming Chang. Gina se extraña diciéndole que esperaba que se llamara Dave "o algo así", a lo que el Capitán contesta que su nombre completo es Dave Ming Chang.
Gina le presenta a Mark (Marc Blucas), un amigo que está enamorado de ella, y queda algo decepcionado de ver a Dave. En el apartamento, Dave encuentra una fotografía de Josh en la Feria de Ciencias de su escuela un mes antes, con la Esfera que aseguraba proveniente del espacio, entonces Dave le dice que debe retirarse.
En la escuela, Josh es molestado todos los días por una pandilla de chicos grandes que le quitan el Orbe y se lo quedan, entonces llega Dave, diciendo ser el profesor suplente y escribe una difícil ecuación en la pizarra, luego le pregunta al jefe de la pandilla quién es y éste se presenta como "Huele mi Pedorrera" ("Huele mi Trasero" en Hispanoamérica), Josh se hace amigo de Dave y este le dice que lo ayudará a recuperar la Esfera, luego lo salva de un asalto apretando la pistola de un ladrón y enviando al otro contra la pared.
Josh lo lleva a la casa y Gina le agradece haber salvado a Josh, luego le muestra su arte, un cuadro con un corazón roto, y le habla del amor.
El capitán comienza a sentir una pequeña atracción por Gina, mientras que Tres la está sintiendo por el Capitán. Josh invita a Dave a la feria donde podrán divertirse. Dave acepta.
Dos (Ed Helms), el segundo al mando de la tripulación, se niega a aceptar, pero el Capitán se lo ordena. En la feria, Gina y Josh se divierten, Dave no mueve un músculo durante las atracciones, pero en el interior de él el Capitán y los demás si, Dos es el único que se opone.
En el camino a otra atracción, Dave se encuentra con Mark que lo amenaza con atacarlo si se aprovecha de Gina, luego encuentra a Josh peleando con los bravucones por la Esfera y Dave lo ayuda.
Una vez con la Esfera, Dave le dice a Josh que salvó un mundo y que están en deuda con él. Pero durante una atracción, una pelota de metal le pega a Dave y acaba en el hospital por un supuesto infarto, le hacen el electro shock y Dave recupera la energía.
Luego, como disculpa, el Capitán ofrece a Gina llevarla a comer, Dos se niega, diciéndole que ya tienen la Esfera y después de una discusión, el Capitán lo echa del lugar. Josh les dice que pueden ir a bailar salsa.
En el lugar de música Cubana, Tres le pregunta a Cuatro (Pat Kilbane), si ha sentido cambios y este responde que no, pero cuando Tres entra en el camarote descubre una habitación decorada y se entera de que Cuatro es homosexual.
Mientras, Dave intenta bailar, pero no lo logra y le pide ayuda a Cuatro, que sabe bailar mejor, este hace que Gina se sorprenda bailando como nadie, Diecisiete (Kevin Hart) se emborracha y sale de Dave, siendo tragado por Cuatro para no levantar sospechas, el baile termina cuando la policía (que buscaba a Dave) lo atrapa.
En la jefatura, Dave espera mientras que Dos toma el mando de la nave con un motín, arrestando al Capitán. Tres apoya a Dos porque el capitán la ignoró esa noche y quiso bailar con Gina.
Dos destruye la jefatura y huye, Josh convence a su madre y a Mark de seguirlo, durante la destrucción del lugar, Diecisiete huye y cae en el café del policía (Scott Caan) que pensaba que eran extraterrestres. Tres y el Capitán son expulsados de la nave, el Capitán le dice a Tres que la ama y ambos suben a Dave de nuevo.
El policía descubre a Diecisiete y le pide que los lleven hasta su nave. Dos arroja la Esfera al agua y esta comienza a ser tragada. El capitán llega y toma la nave de nuevo, arrestando a Dos, luego le dice a los demás que tomen la Esfera de nuevo, incluso si eso significa gastar toda la energía, todos aceptan porque les gusta ese planeta.
La policía llega y trata de arrestar a Dave, pero Josh electrocuta a Dave y les hace recuperar la energía; el Capitán les dice que Josh es un héroe. Al final el Capitán y Tres salen a través de la boca de Dave y le dicen al mundo quienes son, luego le dice a Josh que se enorgullezca de ser diferente porque salvó con eso a dos mundos. El policía les devuelve a Diecisiete, pero al intentar despegar la nave (Dave), esta es atrapada por una red del Ejército que ha hecho un operativo. La nave cae descompuesta pero todos logran escapar en una mininave construida utilizando el pie de Dave. La película termina con Tres besando al Capitán y cantando y bailando el nuevo himno.

## Reparto
- Eddie Murphy como Dave Ming Chang/Dave, capitán de la tripulación.
- Gabrielle Union como Número 3.
- Ed Helms como Número 2 (subcapitán).
- Elizabeth Banks como Gina Morrison.
- Pat Kilbane como Número 4 (oficial de seguridad).
- Mike O'Malley como Knox.
- Marc Blucas como Mark.
- Kevin Hart como Número 17.
- Scott Caan como Dooley.
- Austyn Myers como Josh.
- Judah Friedlander como el ingeniero.
- Shawn Christian como el teniente zurdo.
- Brandon Molale como guardia de seguridad.
- Miguel A. Núñez, Jr. como miembro corpulento de la tripulación.
- Smith Cho como el teniente Pierna Izquierda.
- Allisyn Ashley Arm como niña nerd.

## Producción
La ansiada filmación dio inicio en marzo de 2007, desde principios de junio, se filmaron escenas en la Estatua de Libertad, en la Ciudad de Nueva York. También a principios de 2007, se rodaron otras cuantas en una escuela primaria de Pasadena, California.[cita requerida]

## Banda sonora
La música para Tripulación Dave fue compuesta por el compositor nominado al Oscar, John Debney. Grabó su composición con el Estudio Sinfónico de Hollywood en el Escenario de Grabaciones Newman en febrero de 2008.

## Recepción y críticas
Tripulación Dave significó un verdadero desastre financiero para la 20th Century Fox y las críticas hacia ella nunca fueron del todo buenas.
La película obtuvo una mayoría de comentarios negativos en el sitio web Rotten Tomatoes mostrando sólo 18 comentarios positivos de los 92 contabilizados, para lograr una puntuación de "podrido" del 19%.
Se estrenó el 11 de julio de 2008 en 3.011 cines en los Estados Unidos y Canadá y recaudó unos $ 5.3 millones, ocupando el séptimo lugar en la taquilla. El distribuidor ejecutivo de 20th Century Fox Bert Livingston dijo que les costó $ 55 millones : "Fue un concepto difícil de transmitir. Es preocupante para todos nosotros y para Eddie. Él es muy gracioso en esto. Simplemente no vino suficiente gente".
Además, en su tercer fin de semana, rompió el récord de mayor número de caídas de asistencia de cine para una película en su estreno. Se estimó la pérdida de 2.523 salas de cine.
El desempeño de la película se convirtió en una broma de comediantes, Jay Leno dijo que el título de la película iba a ser cambiado a Meet Dave: en Blockbuster Inc insinuando que la película debería haber sido un lanzamiento en alquiler para DVD.
La película recaudó sólo $ 11.803.254 dólares en la taquilla doméstica. Sin embargo, ha obtenido mejores resultados en otras partes del mundo haciendo una cuenta corriente en el extranjero de $ 38.291.240 dólares en todo el mundo y con lo que el bruto fue de $ 50.094.494 dólares. Sin embargo, la película sigue sin ganar en el total sobre su presupuesto. 
Eddie Murphy se saltó el estreno de Meet Dave, porque estaba trabajando en una nueva película, la comedia de 2009 “A Thousand Words”.  El guionista Bill Corbett también se perdió el estreno, algo que dijo se debió a los planes de la familia, "no es un acto de protesta, por sí misma”.